# Gosei
Gosei (碁聖? «Saggio nel Go») è il nome di uno dei principali tornei professionistici di go del Giappone.

## Torneo
Dei sette tornei maggiori di Go in Giappone il Gosei è quelle che, pur mantenendo un alto prestigio per la sua storia, ha il premio in denaro minore, al punto che anche alcuni tornei considerati di prestigio inferiore offrono premi maggiori del Gosei. La borsa del vincitore è di 8.000.000 Yen (circa 50.000 euro). Il formato è lo stesso degli altri tornei principali, il detentore è qualificato direttamente alla finale (al meglio delle cinque partite) contro uno sfidante scelto attraverso un torneo ad eliminazione diretta. A differenza di altri tornei è previsto un grado minimo per poter partecipare, infatti a tutti i giocatori professionisti al di sotto del quinto dan è interdetta la partecipazione.
Analogamente al Jūdan, se un giocatore diventa sfidante al torneo Gosei viene automaticamente promosso al 7º dan, la vittoria del titolo garantisce la promozione all'8° dan e la difesa del titolo conquistato comporta la promozione a 9 dan.

## Albo d'oro
| Edizione | Anno | Vincitore                 | Punteggio                 | Finalista                 |
| -------- | ---- | ------------------------- | ------------------------- | ------------------------- |
| 1        | 1976 | Masao Katō                | 3-2                       | Hideo Otake               |
| 2        | 1977 | Masao Katō                | 3-0                       | Masaki Takemiya           |
| 3        | 1978 | Hideo Otake               | 3-1                       | Masao Katō                |
| 4        | 1979 | Cho Chikun                | 3-0                       | Hideo Otake               |
| 5        | 1980 | Hideo Otake               | 3-1                       | Cho Chikun                |
| 6        | 1981 | Hideo Otake               | 3-1                       | Masao Katō                |
| 7        | 1982 | Hideo Otake               | 3-2                       | Cho Chikun                |
| 8        | 1983 | Hideo Otake               | 3-2                       | Shuzo Awaji               |
| 9        | 1984 | Hideo Otake               | 3-1                       | Masao Katō                |
| 10       | 1985 | Hideo Otake               | 3-1                       | Norio Kudo                |
| 11       | 1986 | Cho Chikun                | 3-0                       | Hideo Otake               |
| 12       | 1987 | Masao Katō                | 3-1                       | Cho Chikun                |
| 13       | 1988 | Kōichi Kobayashi          | 3-0                       | Masao Katō                |
| 14       | 1989 | Kōichi Kobayashi          | 3-1                       | Imamura Toshiya           |
| 15       | 1990 | Kōichi Kobayashi          | 3-0                       | Satoru Kobayashi          |
| 16       | 1991 | Kōichi Kobayashi          | 3-2                       | Satoru Kobayashi          |
| 17       | 1992 | Kōichi Kobayashi          | 3-1                       | Satoru Kobayashi          |
| 18       | 1993 | Kōichi Kobayashi          | 3-0                       | Rin Kaiho                 |
| 19       | 1994 | Rin Kaiho                 | 3-1                       | Kōichi Kobayashi          |
| 20       | 1995 | Satoru Kobayashi          | 3-2                       | Rin Kaiho                 |
| 21       | 1996 | Norimoto Yoda             | 3-0                       | Satoru Kobayashi          |
| 22       | 1997 | Norimoto Yoda             | 3-1                       | Satoshi Yuki              |
| 23       | 1998 | Norimoto Yoda             | 3-0                       | Yuichi Sonoda             |
| 24       | 1999 | Kōichi Kobayashi          | 3-2                       | Norimoto Yoda             |
| 25       | 2000 | Keigo Yamashita           | 3-2                       | Kōichi Kobayashi          |
| 26       | 2001 | Koichi Kobayashi          | 3-2                       | Keigo Yamashita           |
| 27       | 2002 | Koichi Kobayashi          | 3-1                       | Satoshi Yuki              |
| 28       | 2003 | Norimoto Yoda             | 3-2                       | Koichi Kobayashi          |
| 29       | 2004 | Norimoto Yoda             | 3-1                       | Kimio Yamada              |
| 30       | 2005 | Norimoto Yoda             | 3-0                       | Satoshi Yuki              |
| 31       | 2006 | Cho U                     | 3-0                       | Norimoto Yoda             |
| 32       | 2007 | Cho U                     | 3-0                       | Shigeaki Yokota           |
| 33       | 2008 | Cho U                     | 3-1                       | Keigo Yamashita           |
| 34       | 2009 | Cho U                     | 3-0                       | Satoshi Yuki              |
| 35       | 2010 | Hideyuki Sakai            | 3-2                       | Cho U                     |
| 36       | 2011 | Naoki Hane                | 3-2                       | Hideyuki Sakai            |
| 37       | 2012 | Yūta Iyama                | 3-0                       | Naoki Hane                |
| 38       | 2013 | Yūta Iyama                | 3-2                       | Rin Kono                  |
| 39       | 2014 | Yūta Iyama                | 3-2                       | Rin Kono                  |
| 40       | 2015 | Yūta Iyama                | 3-1                       | Keigo Yamashita           |
| 41       | 2016 | Yūta Iyama                | 3-0                       | Daisuke Murakawa          |
| 42       | 2017 | Yūta Iyama                | 3-0                       | Keigo Yamashita           |
| 43       | 2018 | Kyo Kagen                 | 3-0                       | Yūta Iyama                |
| 44       | 2019 | Naoki Hane                | 3-2                       | Kyo Kagen                 |
| 45       | 2020 | Ryo Ichiriki              | 3-0                       | Naoki Hane                |
| 46       | 2021 | Yūta Iyama                | 3-2                       | Ryo Ichiriki              |
| 47       | 2022 | Yūta Iyama                | 3-0                       | Ryo Ichiriki              |
| 48       | 2023 | Yūta Iyama                | 3-0                       | Ryo Ichiriki              |
| 49       | 2024 | Yūta Iyama                | 3-0                       | Shibano Toramaru          |
| 50       | 2025 | finale in corso           | finale in corso           | finale in corso           |
| 51       | 2026 | fase preliminare in corso | fase preliminare in corso | fase preliminare in corso |

## Gosei onorari
- Hideo Otake 6 vittorie consecutive tra il 1980 e il 1985.
- Kōichi Kobayashi 6 vittorie consecutive tra il 1988 e il 1993.
- Yūta Iyama 6 vittorie consecutive tra il 2012 e il 2017.